# Janusz Sidło
Janusz Jan Sidło, född 19 juni 1933, död 2 augusti 1993 i Warszawa, var en polsk friidrottare.
Sidło blev olympisk silvermedaljör i spjutkastning vid sommarspelen 1956 i Melbourne.